# 馬鳳図
馬鳳図(ば　ほうと、1888年 - 1973年)は、通備拳の武術家。
弟に馬英図、子に馬穎達、馬賢達、馬令達、馬明達がいる。
中国河北省滄州孟村の出身。回族。
八極拳を伝える呉家とは親戚で、幼少の頃より父・馬捷元に武術を学び、そして母方の祖父であり孟村の八極拳の宗家・呉世軻と同じく親戚にあたる呉懋堂から八極拳を学んだ。その後黄林彪から劈掛拳を学び全伝を請け継いだ。さらに翻子拳や戳脚などをも加えて「通備拳」として発展させた。
若くして「千里追風侠」と称され、天津、滄州一帯の地域に知られた馬鳳図は天津で孫文が率いた同盟会に参加する。
やがて民国初年(1912年)に天津で同志と共に「中華武士会」を設立し、副会長と総教師となる。
南京中央国術館の館長の張之江と馬鳳図は共に滄州の出身で、共に西北軍の馮玉祥の部下であったことから、馬鳳図も南京中央国術館の創立にあたって発起人の一人となったが、馮玉祥が率いる西北軍の重鎮として西北の甘粛省にいたため、弟である馬英図を参加させた。
その後退役し一切の官職から離れ、医を持って業とした。甘粛省の四代名医の一人にあげられた。